# Bočaji
Bočaji so naselje v Slovenski Istri, ki upravno spada pod Mestno občino Koper.